# Tren nocturno a Múnich
Tren nocturno a Múnich (título original: Night Train to Munich) es una película de suspense británica de 1940, dirigida por Carol Reed y protagonizada por Margaret Lockwood y Rex Harrison. La película, escrita por Sidney Gilliat y Frank Launder, está basada en el relato corto Report on a Fugitive de 1939 del escritor Gordon Wellesley y cuenta la historia de un inventor y su hija, a quienes secuestra la Gestapo tras la entrada de los nazis en Praga en el preludio de la Segunda Guerra Mundial. Un agente británico de los servicios de inteligencia los sigue, infiltrado como oficial veterano de la armada alemana, pretendiendo querer atraer a la hija a la causa nazi.

## Argumento
Cuando se produce la ocupación alemana de Checoslovaquia, en marzo de 1939, Axel Bomasch, un científico de origen checo que trabaja en el desarrollo de un nuevo tipo de blindado, es trasladado en avión a Gran Bretaña. Su hija, Anna, es detenida antes de llegar al aeropuerto y llevada a un campo de concentración. Allí es interrogada por los nazis que están tras la pista de su padre, pero la joven se niega a colaborar. Al poco tiempo, entabla amistad con un recluso llamado Karl Marsen, que dice ser un profesor deportado por su ideología política. Logran escapar juntos y llegar a Londres. La realidad es que su nuevo amigo es un agente de la Gestapo con la misión de ganarse su confianza y localizar a su padre.
A sugerencia de Marsen, Anna publica un anuncio en clave en el periódico para que su padre sepa que está en el país. El anuncio surte efecto y recibe una llamada anónima con instrucciones para ir a la ciudad de Brighton. Una vez allí, contacta con Dickie Randall, un agente británico de operaciones especiales que trabaja de incógnito como artista y se oculta con el nombre falso de Gus Bennet. Él la conduce hasta donde está su padre, que está prestando servicios para la Marina Real Británica en la base naval ficticia de Dartland. Después, Anna discute con Randall, quien le llama la atención por haber intentado enviar una carta a su amigo Marsen con un matasellos en el que figura la procedencia. Poco importaría, ya que el Dr. John Fredericks, superior encubierto de Marsen en Londres, la había seguido hasta Brighton.
Enseguida, Marsen organiza el secuestro de Anna y de su padre y los envía de vuelta a Alemania en un U-Boot. Sus secuestradores amenazan con internarla en un campo de concentración si Bomasch se niega a trabajar para los nazis. Al mismo tiempo, Randall idea un plan para rescatarlos. El plan, al que de manera oficiosa se le da luz verde, consiste en viajar a Berlín y, haciéndose pasar por el comandante Ulrich Herzog del Cuerpo de Ingenieros, infiltrarse en el edificio donde están retenidos. Randall logra engañar al capitán Prada y al almirante Hassinger, a quienes hace creer que fue amante de Anna en el pasado y que es capaz de convencerla para que Bomasch coopere. Después, pasan la noche juntos en la misma habitación para mantener la farsa. Cuando se ordena enviar a los Bomasch a Múnich, él planea acompañarlos y encargarse de su huida. Sin embargo, en el preciso instante en que están a punto de abandonar el hotel, aparece Marsen, al que han asignado la misión de escoltarlos hasta allí.
La misión emprendida por Randall se complica en la estación de tren, donde es reconocido por un antiguo compañero, Caldicott, que está tratando de salir de Alemania con su amigo Charters. Randall niega conocerlo, pero esto despierta las sospechas de Marsen. Con motivo de la declaración de guerra entre Gran Bretaña y Alemania, el tren hace una parada no programada (detenida por una guarda de estación interpretada por Irene Handl en un primer papel secundario no acreditado) para recibir tropas. En ese momento, Marsen aprovecha para telefonear a su cuartel general y pedir que investiguen a Herzog. Sus superiores confirman que no existe ningún Mayor con ese nombre. Mientras Charters intenta utilizar otro teléfono, escucha por casualidad que Randall será detenido al llegar a Múnich.
Con gran dificultad, los dos ingleses consiguen embarcar de nuevo antes de que el tren parta. A punto de llegar al destino, Caldicott lanza una advertencia a Randall, que está preparado cuando Marsen saca una pistola. Charters y Caldicott vencen primero a los dos guardias y luego a Marsen. Randall, tras intercambiarse el uniforme con Marsen, se hace con un coche. Suben a toda velocidad por una carretera de montaña, mientras Marsen y sus hombres les pisan los talones. Llegan a un teleférico, al otro lado del cual se encuentra la Suiza neutral. Randall dispara a todos sus adversarios excepto a Marsen, mientras que Anna y los demás logran escapar en una de las cabinas. Randall sube entonces a otra e intercambia disparos con Marsen, que invierte la dirección de su cabina, pero él consigue saltar a otra mientras se mueve. Al golpear a Marsen en la pierna, este es incapaz, o no tiene la voluntad, de alcanzar los mandos e impedir que Randall se ponga a salvo. Finalmente, Randall y Anna se abrazan.

## Reparto
- Margaret Lockwood como Anna Bomasch
- Rex Harrison como Dickie Randall / Gus Bennett / Ulrich Herzog
- Paul Henreid como Capitán Karl Marsen (acreditado como Paul von Hernried)
- Basil Radford como Charters
- Naunton Wayne como Caldicott
- James Harcourt como Axel Bomasch
- Felix Aylmer como Dr. John Fredericks
- Wyndham Goldie como Charles Dryton
- Roland Culver como Roberts
- Eliot Makeham como Schwab
- Raymond Huntley como Kampenfeldt
- Austin Trevor como Capitán Prada
- Kenneth Kent como vigilante
- C. V. France como almirante Hassinger
- Frederick Valk como oficial de la gestapo (acreditado como Fritz Valk)
- Morland Graham como auxiliar del teleférico

- Hugh Griffith como marinero (no acreditado)
- Billy Russell como Adolf Hitler (no acreditado)

## Producción
La película está basada en el relato corto de Gordon Wellesley, del cual Sidney Gilliat afirma que sólo inspiró los diez primeros minutos de la misma, mientras que el resto es una creación conjunta de Launder y de él mismo.
Esta fue la última de varias películas que Margaret Lockwood hizo para Carol Reed. Su relación profesional terminó cuando Carol rechazó el papel femenino principal en «Kipps».

## Recepción

### Crítica
La película se estrenó el 26 de julio de 1940 en el Odeon Leicester Square en Londres. En el sitio web de revisión y reseñas Rotten Tomatoes, la producción cuenta con una calificación del 89% de aprobación basada en 18 reseñas y tiene una puntuación promedio de 7,3 sobre 10. Antes de que se estrenara por primera vez, una reseña en Variety destacó lo siguiente: «Gran parte del mérito de la película reside claramente en su guion compacto y dinámico… y en la agudeza de la dirección», a lo que su autor añadía: «[H]ay innumerables detalles de ambiente y comedia que aportan una esencia y vitalidad incalculables a la película».
En su reseña para Slant Magazine, Simon Abrams admitió esto: «Me decidí a verla porque la dirigía Carol Reeds y me quedé por la actuación de Rex Harrison y por algunos disparos fáciles a los nazis». Por su parte, el crítico Stephen Mayne afirmó en PopMatters que la película es «mucho más que una mera repetición de La dama desaparece; en su opinión, «supera momentos flojos al ser constantemente entretenida».

### Video doméstico
La película se estrenó en LaserDisc el 14 de febrero de 1995, a través de Roan Group. A ello le siguió el lanzamiento en VHS el 14 de febrero de 1997 por Kino Video. Finalmente, The Criterion Collection estuvo a cargo de la distribución en DVD y Blu-ray, formatos en los que estuvo disponible el 29 de junio de 2010 y el 6 de septiembre de 2016, respectivamente.
El título de la película está inspirado en la canción del mismo nombre «Between the Wars», que forma parte del álbum temático de Al Stewart sobre el periodo de entreguerras.

## Comparación conLa dama desaparece
La película se ha comparado con La dama desaparece. El profesor de Princeton Michael Wood la describió como una reinterpretación icónica, aunque la promoción utilizada en el momento del estreno la catalogó de forma errónea como una secuela. En ambas películas ocurre algo similar en una Europa en guerra, y ambas fueron guionizadas por Launder y Gilliat. También se interpretan los dos viajeros ingleses algo excéntricos y adictos al críquet, Charters and Caldicott. El marco de ambas películas es similar de algún modo y ambas tienen también prototipos de personajes parecidos: la damisela en apuros y un espía británico elegante y excéntrico de clase alta, los cuales aparecen en la primera película como Iris (interpretada por Margaret Lockwood) y Gilbert y en la segunda como Anna Bomasch (también interpretada por Lockwood) y Dickie Randall.